# Hungria otomana
Hungria otomana refere-se as partes do Império Otomano, situadas no Reino da Hungria, no período entre 1541 e 1699.

## História
Por volta do século XVI, o poder do Império Otomano tinha aumentado gradualmente, assim como o território ocupado por eles na região dos Balcãs, enquanto o Reino da Hungria estava enfraquecido pelas revoltas dos camponeses. Sob o reinado de Luís II Jagiellon (1516-1526), desavenças internas dividiram a nobreza.
Provocando uma guerra por insulto diplomático, Solimão, o Magnífico (1520-1566) atacou a Hungria e capturou Belgrado em 1521. Ele não hesitou em lançar um ataque contra o Reino enfraquecido, cuja menor dimensão (cerca de 26.000 em comparação a 45.000 fortes), o exército mal conduzido foi derrotado em 29 de agosto de 1526 na Batalha de Mohács. Assim, tornou-se influente na Hungria, enquanto seu vassalo semi-nomeado João Zápolya e tanto seu inimigo Fernando I reclamavam o trono da Hungria. Solimão foi mais longe e tentou esmagar as forças austríacas, mas o cerco de Viena em 1529 falhou após o início do inverno forçando sua retirada. O título de rei da Hungria foi disputado entre Zápolya e Fernando até 1540. Após a apreensão de Buda pelos otomanos em 1541, o Oeste e Norte reconheceram o Habsburgo como rei ("Hungria Real"), enquanto os municípios centrais e do sul foram ocupados pelo sultão e os do leste eram governado pelo filho de Zápolya sob o nome de Reino da Hungria Oriental que, depois de 1570 tornou-se o Principado da Transilvânia.
Durante o domínio otomano, a paz foi frágil: os Habsburgos prosseguiram seus planos para libertar o território dos invasores muçulmanos, e promover a Contra-Reforma, com a ajuda de agentes. Usando a Hungria otomana como sua base, os otomanos tentaram usar esta divisão religiosa dos seus adversários cristãos em 1620, e novamente em 1683 com o segundo cerco de Viena.
Nestes tempos, a Hungria começou a sofrer modificações. Vastos territórios permaneceram despovoados e cobertos por bosques; planícies se inundaram tornando-se pântanos. A vida dos habitantes do lado otomano era insegura. Os camponeses fugiram para as matas e mangues, formando bandos de guerrilha, as tropas Hajdú. Eventualmente, a Hungria era um estímulo para o Império Otomano, engolindo grande parte da renda que foi gasta na manutenção de uma longa cadeia de fortificações de fronteira. No entanto, alguns setores da economia floresceram. Nas grandes áreas desabitadas, raças de gado foram levados para sul da Alemanha e norte da Itália. Em alguns anos, o número de bovinos exportados chegou a 500.000 animais. O vinho era comercializado para os Países Checos, Áustria e Polônia.

Hungria otomana em 1683, incluindo os principados da Alta Hungria e da Transilvânia, e os ilhós de Kanije, Budin, Egri, Temesvar e Varat.

Mas no fim das guerras contínuas, o domínio otomano e a repressão dos Habsburgos arruinou o país.
A derrota das forças otomanas liderada pelo Grão-Vizir Kara Mustafá Paşa no segundo cerco de Viena em 1683, nas mãos dos exércitos combinados da Polônia e do Sacro Império Romano sob João III Sobieski, foi o evento decisivo que marcou o início da estagnação do Império Otomano, e finalmente balançou o equilíbrio de poder na região. Sob os termos do Tratado de Karlowitz, que terminou a Grande Guerra Turca em 1699, os otomanos cederam quase todo o território que haviam tomado a partir do Reino da Hungria. Na sequência deste tratado, os membros da dinastia dos Habsburgos tornaram-se reis da Hungria (antes reinavam apenas na "Hungria Real", consulte Hungria dos Habsburgos ).